# Абальцискета
Абальцискета, Абальсіскета (баск. Abaltzisketa (офіційна назва), ісп. Abalcisqueta) — муніципалітет в Іспанії, у складі автономної спільноти Країна Басків, у провінції Гіпускоа. Населення — 316 осіб (2009).
Муніципалітет розташований на відстані близько 320 км на північний схід від Мадрида, 31 км на південь від Сан-Себастьяна.

## Демографія
Динаміка населення (INE ):

## Галерея зображень

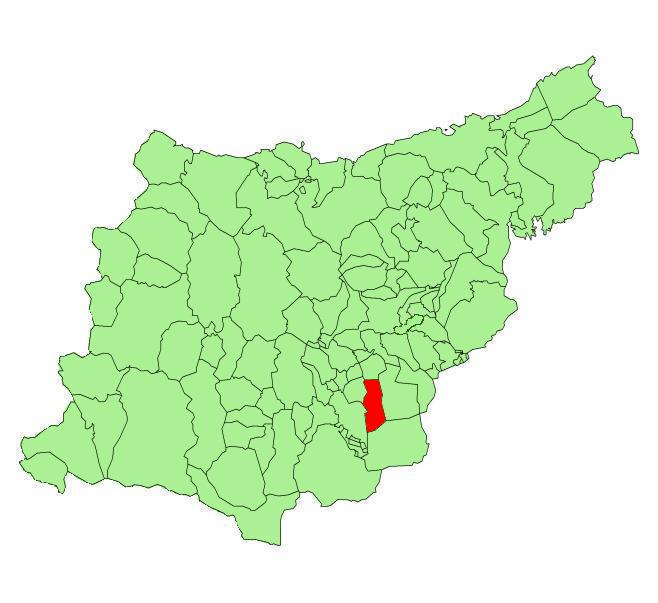
Розташування муніципалітету
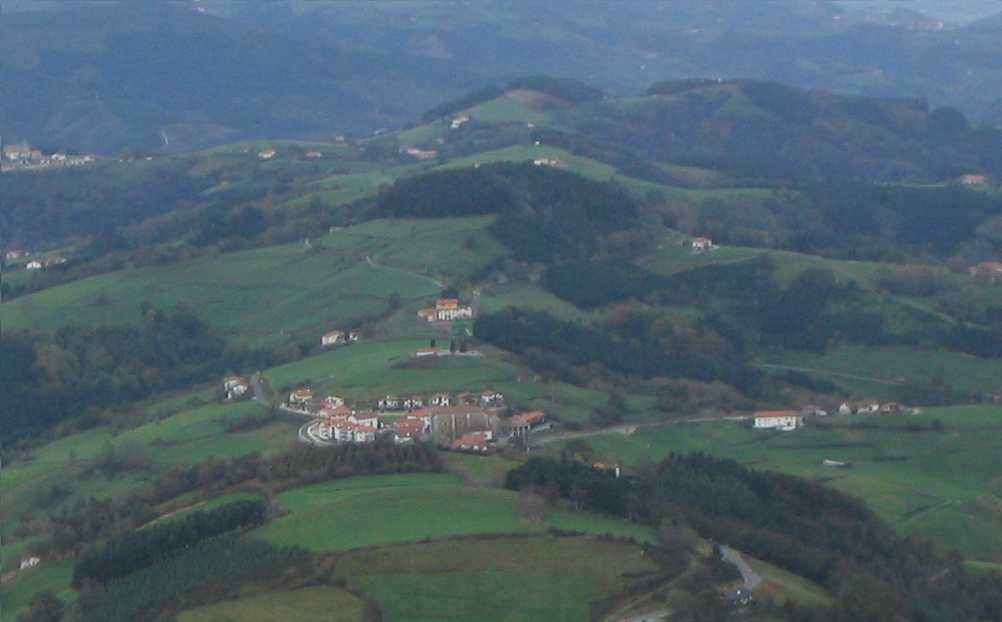
Абальцискета